# Comité National Olympique Djiboutien
Comité national olympique djiboutien (dt.: Nationales Olympisches Komitee Dschibutis) ist das Nationale Olympische Komitee (NOK) von Dschibuti. Es gehört zur Association of National Olympic Committees of Africa und ist Mitglied beim Internationalen Olympischen Komitee (IOC).
Präsidentin ist Aïcha Garad Ali.
Das Komitee wurde 1983 gegründet und im darauffolgenden Jahr vom Internationalen Olympischen Komitee anerkannt.